# Sant Miquel de les Canals
Sant Miquel de les Canals (San Miguel de las Canales en castellano) es una iglesia románica situada en el término municipal de Vilada, comarca del Bergadá, provincia de Barcelona.
Está inventariada como patrimonio por la Generalidad de Cataluña con el número de elemento IPAC-3724.
Había sido utilizada para el culto católico, y actualmente se encuentra en mal estado de conservación.

## Situación geográfica
Sant Miquel de les Canals está situada en el sitio de las Canals de Sant Miquel, en el sud del municipio de Vilada. El acceso al templo es desde la carretera que une Sant Pere de la Portella (en el municipio de La Quart con la colonia industrial de La Plana, en Aviá.

## Descripción y características
Sant Miquel de les Canals es un pequeño templo. Solo tiene una nave cubierta con bóveda de cañón y terminada con un ábside cubierto con una bóveda de horno en el este. La puerta principal es de arco de medio punto con dovela que en la actualidad está tapiado. La puerta de acceso actual está detrás de la iglesia, en el muro frontal debajo del campanario en espadaña.

## Historia
Sant Miquel de les Canals es un edificio del siglo XII.